# ناصيف (اسم)
ناصيف هو اسم علم مذكر من أصل عربي، ومعناه هو أصله «ناصف» والعثمانيون مدوا الكسرة فقلدناهم، وهو المنصف العادل الخادم. يتواجد الاسم خاصةً في بلاد الشام.

## شخصيات تحمل الاسم
- ناصيف البياوي (10 نوفمبر 1977 – )
- ناصيف اليازجي (كاتب لبناني، 25 مارس 1800[3][4] – 8 فبراير 1871[3][4])
- ناصيف إلياس (29 سبتمبر 1988 – )
- ناصيف حتي (القرن 20 – )
- ناصيف راضي (1972 – )
- ناصيف زيتون (مغني سوري، 25 سبتمبر 1988 – )
- ناصيف مجدلاني (لاعب كرة قدم لبناني، 10 أكتوبر 1913 – 8 يناير 1988)

## وصلات خارجية
- موسوعة السلطان قابوس لأسماء العرب